# Taiwans herrlandslag i fotboll
Taiwans herrlandslag i fotboll, även känt som Kinesiska Taipeis herrlandslag i fotboll, representerar Taiwan.

## Historisk
Taiwan landslag bildades 1924 och är medlem i AFC och sedan 1954 medlem i FIFA. Laget tillhör de svagaste i Asien och saknar större framgångar. I Asian Cup 1960 tog man brons.

## Världsmästerskapet i fotboll
- 1930 till 1950 - Del av Japan till 1947.
- 1954 och 1958 - Drog sig ur.
- 1978 till 2018 - Kvalade inte in.

- VM 1978

Under kvalet till VM 1978 hamnade Taiwan i en grupp med Nya Zeeland och Australien. Man förlorade båda matcherna mot båda lagen och slutade sist i gruppen. Taiwans enda mål gjordes mot Australien hemma i en 1-2-förlust.
- VM 1982

Under kvalet till VM 1982 nådde man lite framgångar trots en vinst. Vinsten kom hemma mot Indonesien, då vann man 2-0. Taiwan tog även tre pinnar hemma mot Nya Zeeland, Fiji och Australien, och man slutade fyra i gruppen före Fiji, annars gick det rätt bra i kvalet.
- VM 1986

Här förlorade man alla 6 matcher.

## Asiatiska mästerskapet
- 1956 - Deltog inte.
- 1960 - Bronsmedalj.
- 1964 - Deltog inte.
- 1968 - Fyra.
- 1972 till 1988 - Deltog inte.
- 1992 till 2007 - Kvalade inte in.
- 1960 i första omgången vann man två rafflande 7-4 matcher mot vardera Filippinerna och Hong Kong. I slutomgången förlorade man med 0-1 mot vardera Israel och Sydkorea. Man slog till slut Sydvietnam med 3-1 och tog bronset. I slutomgången 1968 spelade man oavgjort mot Burma(Myanmar) och Hongkong och blev till slut fyra.

## Östasiatiska cupen
- 2003 till 2005 - kvalade inte in.

## AFC Challenge Cup
- 2006 - Kvartsfinal.

Man hamnade med Filippinerna, Indien och Afghanistan. Man vann mot Filippinerna med 1-0 och spelade 2-2 och 1-1 mot Afghanistan respektive Indien och det räckte som avancemang. Taiwan slogs ut i kvartsfinalen mot Sri Lanka med 0-3.

## Anmärkningslista
1. ↑  TWN som Taiwan och ROC som Republiken Kina.